# Alberto Vernet Basualdo

a Compétitions nationales et continentales officielles uniquement.

b Matchs officiels uniquement.
Dernière mise à jour le 12 octobre 2011.
Alberto Vernet Basualdo, né le 8 juin 1982 à Buenos Aires, est un joueur argentin de rugby à XV, évoluant au poste de talonneur pour l'équipe d'Argentine. Il évolue au Stade toulousain de 2007 à 2011.

## Carrière
Né le 8 juin 1982 à Buenos Aires, il poursuit des études d'économie et obtient une licence en administration des entreprises. Lors de son arrivée en France, il loge quelque temps chez Patricio Albacete, autre joueur argentin du Stade toulousain et ami proche.
Évoluant à l'Alumni Athletic Club depuis 1995, il joue son premier match pour les Pumas en 2004. En 2005, il se blesse gravement aux cervicales lors du match contre le Japon et doit être opéré.
Après plusieurs années à l'Alumni, il rejoint, à la suite de la coupe du monde 2007, le Stade toulousain. La transition est difficile, en raison de la barrière de la langue et de la transition entre le milieu amateur et professionnel, mais il finit par prendre ses marques et devenir talonneur n°2 de l'équipe, derrière William Servat et en concurrence avec Virgile Lacombe. 
En mars 2009, il est invité avec les Barbarians français pour jouer un match contre le XV du président, sélection de joueurs étrangers évoluant en France, au Stade Ernest-Wallon à Toulouse. Les Baa-Baas s'inclinent 26 à 33.
En raison d'une blessure au bras, il ne participe quasiment pas à la saison 2009/2010, ce qui ne l'empêche pas de prolonger son contrat, initialement prévu pour deux ans, jusqu'en 2011. Il est à nouveau éloigné des terrains en juin 2010, où il se fait opérer de l'épaule droite à la suite d'une blessure lors d'un match avec l'équipe d'Argentine.
Lors de la tournée d'été 2010 des Pumas, il est capitaine pour le match contre la France.
En octobre 2011, à la fin de son contrat en tant que Joker Coupe du monde, il n'est pas conservé par le Stade toulousain.

## Palmarès

### En club
- Championnat de France : 
  - Champion (2) : 2008 et 2011
- Coupe d'Europe de rugby à XV :
  - Champion : 2010

### En équipe nationale
- 12 sélections en équipe d'Argentine
- 3e place à la Coupe du monde de rugby à XV 2007
- Sélections par saison : 1 en 2004, 1 en 2005, 2 en 2006,  4 en 2007, 2 en 2008, 3 en 2009

En coupe du monde :
- 2007 : 3 sélections (Géorgie, Namibie, France)